# Promesa scout
La promesa scout es un compromiso personal que se asume libre y voluntariamente, en algunos grupos, al comenzar a participar (se les da seis meses para aceptar si es que quieren hacer la promesa) del movimiento scout. Se trata de un compromiso único en el que quien hace la promesa se compromete con los valores y principios del escultismo. 
A partir de la publicación de Escultismo para muchachos en 1908, todos los scout y muchachas guía alrededor del mundo formularon su promesa scout de vivir los ideales de este movimiento. El texto de la promesa scout y la ley scout ha ido variando a través del tiempo y de país en país. Al pie se transcriben algunos de los textos de la Promesa scout de algunas organizaciones scout nacionales. Por lo general, cuando los scout y muchachas guía formulan su promesa o la renuevan realizan el tradicional saludo scout con los tres dedos en alto que simbolizan los deberes del scout.

## Evolución histórica

### Formulación original
En el primer libro del movimiento scout, titulado Escultismo para muchachos y publicado en 1908, Robert Baden-Powell, el fundador de dicho movimiento, presenta el primer texto de la Promesa scout.
La formulación original contenida en dicho libro es:

Antes de ser scout, el joven debe formular su promesa scout, así:

Por mi honor prometo ---
1. Hacer cuanto de mí dependa para cumplir mis deberes con Dios y la patria.
2. Ayudar a los otros, sin importar el sacrificio propio.
3. Conocer la Ley Scout y obedecerla.

Mientras formula su promesa scout el joven de pie, levanta su mano derecha hasta la altura del hombro, con la palma hacia el frente, los tres dedos centrales extendidos y el pulgar sobre el dedo meñique:---
Este es el saludo del scout y su seña secreta.

### Variaciones posteriores
Posteriormente, a lo largo de los más de 100 años de vida del Movimiento Scout el texto de dicho compromiso fue variando adaptándose a los tiempos y a la cultura de cada país.
Una formulación de mediados del siglo XX es:

Yo prometo por mi honor hacer todo cuanto de mí dependa para cumplir mis deberes para con Dios y la Patria, ayudar al prójimo en toda circunstancia y CUMPLIR fielmente la ley scout.

Y una evolución posterior de dicho texto son las siguientes formulaciones que varían según el país y la organización scout nacional:
yo (nombre y apellido completo)por mi honor y con la gracia de dios prometo: hacer todo lo posible para cumplir mis deberes para con dios, la iglesia y la patria, ayudar a mi prójimo en todas las circunstancias y observar la ley scout

Por mi honor y por la gracia de Dios prometo servir a Dios patria y hogar, ayudar al prójimo en toda circunstancia y cumplir fielmente la Ley scout.

Yo (nombre del promesante) por mi honor prometo hacer todo lo que de mi dependa para cumplir mis deberes con Dios , mi patria y mis padres , ayudar a los demás en toda circunstancia , y vivir la ley scout  día a día.

Yo por mi honor y por la gracia de Dios prometo: hacer todo de cuanto de mi depende para cumplir mis deberes para con Dios y la patria y ayudara al projimo en toda circunstancia y cumplir fielmente la ley scout.

Yo (nombre del procesante) prometo por mi honor y con la ayuda de Dios hacer de cuanto de mí dependa por cumplir mis deberes con la sociedad, ayudar al projimo en toda circunstancia y cumplir fielmente la ley scout.

Yo (nombre del promesante) prometo hacer cuanto de mi dependa para cumplir mis deberes para con dios la patria los demás y conmigo mismo, ayudar siempre al projimo y vivir la ley scout.

Yo (nombre del Promesante) por mi Honor, prometo hacer todo lo que de mi dependa para cumplir los deberes con Dios, la Patria y mi Familia. Ayudar al Prójimo en toda circunstancia y Vivir fielmente la ley Guia/Scout.

Yo prometo por mi honor hacer cuanto de mi dependa para cumplir mis deberes para con Dios y la patria, ayudar al prójimo en cualquier circunstancia y cumplir fielmente la ley scout.

Por mi honor y por la gracia de Dios, yo (Nombre del promesante), prometo hacer todo cuanto de mi dependa para cumplir mis deberes con Dios y la patria, ayudar al prójimo en cualquier circunstancia y cumplir fielmente la Ley Scout.

Pero, como aclaramos, no en todos los Grupos Scouts la Promesa se formula de igual forma o a partir de un texto único. Actualmente, en algunos, se le da la posibilidad al promesado de elaborar su propia promesa o, en otros casos de agregar un compromiso personal luego del texto definido por la asociación scout. Además cuando ya son mayores se les invita a renovarla desde una madurez y comprensión mayor de dicho compromiso.
En general el texto de la Promesa Scout es común, en muchas asociaciones, para todos los rangos de edad a partir de los 11 años (rama scout). Es tradición que el texto de la Promesa sea diferente para la Rama Lobatos y Lobeznas.

### Diferencia con las Ramas Menores

#### Texto original
La promesa del Lobato es el primer compromiso que se formula en el Movimiento Scout y, aunque puede considerarse que está inspirada en los valores de la Promesa Scout, es una redacción más simple que resulta comprensible para los niños el grupo de edad a que se refiere.
Por eso, desde los mismos inicios del Lobatismo, se plantea una fórmula de promesa diferente a la Promesa Scout.
La fórmula original se encuentra en el libro Manual de Lobatos que Robert Baden-Powell escribió en 1916:

Yo (Nombre del promesante) prometo hacer siempre lo mejor para cumplir mis deberes para con Dios y la Patria; observar la ley de la Manada y hacerle una buena acción a alguien cada día.

#### Formulaciones posteriores
En la Asociación Scouts de México, ASMAC, el texto es:

Yo prometo hacer siempre lo mejor para cumplir mis deberes para con Dios y la Patria obedecer la Ley de la Manada
y hacer una buena acción a alguien cada día.

La Región Scout Interamericana de la OMMS propone en la 'Guía para dirigentes de Manada' el siguiente texto:

Yo (nombre del lobato), Prometo ser siempre mejor, amar a Dios y a mi país y cumplir la Ley de la Manada.

## Escultismo independiente - Asociacionesscoutno afiliadas a OMMS
Las Asociaciones Scouts que practican el Escultismo Tradicional, como Baden-Powell Scouts y la WFIS, usan diferentes textos de promesa, incluyendo el texto original de la Promesa Scout que incluye la referencia a los 'Deberes para con Dios'.

## Variaciones según la religión
Al ser un compromiso personal el texto de la promesa también puede variar según la religión de quien la formule. Por ejemplo los Scouts de Argentina cristianos evangélicos y los pertenecientes a la Iglesia de los Santos de los Últimos Días realizan una promesa similar a la genérica, mientras que los católicos agregan "...para con Dios, la Iglesia, la Patria,..."; los judíos "...para con Dios, la Torá, la Patria,..." y los budistas "...Yo (...), y tomando refugio en la triple joya por mi honor prometo hacer cuanto de mí dependa para cumplir mis deberes para con mi Fe Budista, la Patria,...".

### Variaciones, según la religión enScouts de Argentina[6]

#### Budistas
Yo (...), y tomando refugio en la triple joya por mi honor prometo hacer cuanto de mí dependa para cumplir mis deberes para con mi Fe Budista, la Patria, con los demás y conmigo mismo, ayudar al prójimo y vivir la Ley Scout

#### Católicos
Yo (...), por mi honor y con la Gracia de Dios prometo hacer cuanto de mí dependa para cumplir mis deberes para con Dios, la Iglesia, la Patria, con los demás y conmigo mismo, ayudar al prójimo y vivir la Ley Scout

#### Cristianos Evangélicos
Yo (...), por mi honor y con la Gracia de Dios prometo hacer cuanto de mí dependa para cumplir mis deberes para con Dios, la Patria, con los demás y conmigo mismo, ayudar al prójimo y vivir la Ley Scout

#### Judíos
Yo (...), por mi honor prometo hacer cuanto de mí dependa para cumplir mis deberes para con Dios, la Torá, la Patria, con los demás y conmigo mismo, ayudar al prójimo y vivir la Ley Scout.

#### Santos de los Últimos Días
Yo (...), por mi honor prometo hacer cuanto de mí dependa para cumplir mis deberes para con Dios, la Patria, con los demás y conmigo mismo, ayudar al prójimo y vivir la Ley Scout

#### Musulmanes
Yo (…), por mi honor prometo hacer cuanto de mí dependa para cumplir mis deberes para con Dios, el Corán y los Profetas, la Patria, con los demás y conmigo mismo, ayudar al prójimo y vivir la Ley Scout.

## Requerimientos para miembros de laOrganización Mundial del Movimiento Scout
El texto de la promesa ha variado de un país a otro y a través del tiempo, sin embargo debe cumplir ciertos requerimientos establecidos por la Organización Mundial del Movimiento Scout (OMMS) para ser aceptado como Organización Scout Nacional Miembro.
La actual Constitución de la OMMS (versión de enero de 2011) establece en el Artículo II, párrafo 2 "Adhesión a la Promesa y Ley" que:
Todos los miembros del Movimiento Scout deben adherir a la Ley y la Promesa, las cuales deben reflejar en lenguaje apropriado a la cultura y costumbres de cada Organización Scout Nacional y aprobado por la Organización Mundial, los principios de Deberes con Dios, Deberes con los demás y Deberes consigo mismo, e inspirado por la Promesa y la Ley originalmente concebidas por el Fundador del Movimiento Scout en los siguientes términos:
Por mi honor, prometo hacer todo lo posible, para cumplir con mis deberes para con Dios y el Rey (o con Dios y mi País); ayudar siempre a los demás y obedecer la Ley scout.

Para poder comprender las diferentes creencias religiosas que participan del Movimiento Scout, el concepto "Dios" se entiende que se refiere a lo trascendente, y no se encuentra específicamente restringido al concepto de Dios de las religiones monoteístas. La Constitución de la OMMS explica el "Deber para con Dios" como la "Adhesión a principios espirituales, lealtad a la religión que los expresa y aceptación de los deberes que de ella resultan."

## Promesas Alternativas
Aunque la Constitución de la OMMS establece que la Promesa Scout debe incluir una referencia a los Deberes con Dios, seis países (Bélgica, Eslovaquia, Francia, Luxemburgo, Países Bajos y Finlandia) incluyeron en la década de 1920 la posibilidad adicional de formular una promesa alternativa sin la referencia explícita a Dios. Tres de esos países permiten todavía formular la promesa alternativa (Francia, Países Bajos y República Checa), mientras que las demás abandonaron esa propuesta. En 1932 la Organización Mundial del Movimiento Scout estableció que no aceptaría nuevas excepciones y expresó su deseo que los países remanentes dejaran de usar el texto que no incluía referencias a los Deberes con Dios.
La Asociación Nacional de Scouts de Israel desde su fundación en 1919/1920, y su posterior adhesión a la OMMS en 1951 y WAGGGS en 1963, no posee una referencia a los 'Deberes para con Dios' u otra equivalencia en el texto de su promesa.
Actualmente en España, la formulación de la Promesa es voluntaria y la escoge cada educando.

## El texto
A principios de 2000 la OMMS Región Interamericana publica la 'Guía para dirigentes de Rama Scout'. Esta propuesta propone unificar las herramientas, criterios de evaluación y lenguaje entre los países miembros. En dicho libro se transcribe el siguiente texto de promesa Scout: 

Prometo hacer cuanto de mi dependa para amar a Dios, servir a mi país, trabajar por la paz y vivir la Ley Scout.